# Sexto Informe de Evaluación del IPCC
El Sexto Informe de Evaluación (AR6) del Grupo Intergubernamental de Expertos sobre el Cambio Climático (IPCC) de las Naciones Unidas es el sexto de una serie de informes destinado a evaluar la información científica, técnica y socioeconómica en relación con el cambio climático.
En abril de 2016, en la 43a sesión en Nairobi, Kenia, se decidieron los temas para los informes especiales en el ciclo de evaluación del AR6.
El 9 de agosto de 2021, se publicó el resultado de las contribuciones del grupo de trabajo 1 "Cambio climático 2021: Bases físicas". Los resultados muestran que el cambio climático es generalizado, rápido y se está intensificando. Un total de 234 científicos de 66 países contribuyeron a este primer informe del grupo de trabajo (WGI). Los autores se basaron en más de 14 000 artículos científicos para producir un informe de 3 949 páginas, que luego fue aprobado por 195 gobiernos. El documento de Resumen para los Responsables de Políticas (SPM, por sus siglas en inglés) fue redactado por científicos y acordado línea por línea por los 195 gobiernos en el IPCC durante los cinco días previos al 6 de agosto de 2021.
En el informe, se incluyen directrices tanto para respuestas a corto plazo como a largo plazo. Según el informe, la principal causa del aumento del calentamiento global se debe al incremento de las emisiones de CO2, señalando que es probable o muy probable que supere los 1,5 °C en los escenarios de mayores emisiones.
De acuerdo con el subinforme específico del WGI, solo es posible evitar un calentamiento de 1,5 °C o 2,0 °C si se realizan reducciones masivas e inmediatas en las emisiones de gases de efecto invernadero. The Guardian describió el informe como "su advertencia más contundente hasta ahora" sobre "cambios climáticos importantes, inevitables e irreversibles", un tema que fue repetido por muchos periódicos, así como por líderes políticos y activistas en todo el mundo.

## Resumen
El sexto informe está compuesto por los informes de tres grupos de trabajo (GT) y un informe de síntesis.
La fecha de lanzamiento planificada de los informes es la siguiente:
- Informe Especial sobre Calentamiento Global de 1,5 °C (octubre de 2018)
- Refinamiento de las Directrices del IPCC de 2006 para los inventarios nacionales de gases de efecto invernadero (mayo de 2019)
- Informe especial sobre el cambio climático y la tierra (agosto de 2019)
- Informe especial sobre el océano y la criosfera en un clima cambiante (septiembre de 2019)
- Contribución del GTI "Las bases de la ciencia física" (fecha esperada: abril de 2021,[3] fecha de publicación efectiva: agosto de 2021[2])
- Contribución del GTII "Impactos, adaptación y vulnerabilidad" (febrero de 2022)[4]
- Contribución del GTIII "Mitigación del cambio climático" (abril de 2022)[5]
- Informe de síntesis AR6 (marzo de 2023)[1]